# Revigny
Revigny – miejscowość i gmina we Francji, w regionie Burgundia-Franche-Comté, w departamencie Jura.
Według danych na rok 1990 gminę zamieszkiwały 253 osoby, a gęstość zaludnienia wynosiła 39 osób/km² (wśród 1786 gmin Franche-Comté Revigny plasuje się na 495. miejscu pod względem liczby ludności, natomiast pod względem powierzchni na miejscu 682.).